# Henri de Saint-Simon
Henri de Saint-Simon, född 17 oktober 1760 i Paris, död 19 maj 1825 i Paris, var en fransk politisk tänkare och reformator. 

## Biografi
Saint-Simon var en av de första som insåg industrialiseringens fundamentala betydelse för samhällsutvecklingen. Den religiösa grundvalen för tidigare samhällen hade enligt honom underminerats genom vetenskapernas framsteg. Han förespråkade en snabb modernisering av samhället under ledning av vetenskapsmän, tekniker och företagsledare, där produktionsmedlen skulle vara samhällets egendom och förvaltas av företagare och arbetare gemensamt.
Saint-Simon betecknas som utopisk socialist. Hans teorier går under benämningen saintsimonism. Hans idéer fick inflytande främst genom hans många efterföljare och blev upptagna och utvecklade av Auguste Comte, och sedan av Émile Durkheim, vilka gav dem det klaraste och mest bestående uttrycket i den så kallade positivismen.
Andra efterföljare utvecklade paradoxalt nog hans idéer till en socialistisk färgad religiös sekt som spelat en roll också för utvecklingen av den moderata evolutionistiska socialismen.